# District de Köslin

Division administrative de la Poméranie (1913) :
District de Köslin
District de Stralsund
District de Stettin

Le district de Köslin (en allemand : Regierungsbezirk Köslin) était une subdivision de la province de Poméranie du Royaume de Prusse puis de l'État libre de Prusse.

## Territoire
Le territoire du district de Köslin recouvrait :
- La Poméranie ultérieure (en allemand : Hinterpommern) ou orientale (en allemand : Ostpommern),
- La principauté de Cammin,
- Les pays de Lauenbourg et de Bütow,
- Une partie de la Nouvelle-Marche (en allemand : Neumark), à savoir : les arrondissements de Dramburg (en allemand : Kreis Drambourg) et de Schivelbein (de) (en allemand : Kreis Schivelbein) ainsi que la partie septentrionale de l'arrondissement d'Arnswalde (en allemand : Kreis Arnswalde) avec la ville de Nörenberg,
- Draheim (en allemand : Starostei Draheim ; en polonais : starostwo drahimskie).

## Structure
Villes :
- Stolp (à partir de 1857)
- Köslin (à partir de 1897)
- Colberg (à partir de 1932)
- Stralsund (à partir de 1932)

Arrondissements :
- Arrondissement de Belgard-sur-la-Persante (de)
- Arrondissement de Bublitz (de) (1872-1932, intégré à l'arrondissement de Köslin (de))
- Arrondissement de Bütow (à partir de 1846)
- Arrondissement de Colberg-Cörlin (à partir de 1872)
- Arrondissement de Dramburg (jusqu'en 1938)
- Arrondissement de Greifenberg-en-Poméranie (à partir de 1938)
- Arrondissement de Köslin (de) (à partir de 1872)
- Arrondissement de Lauenbourg-Bütow (jusqu'en 1846, divisé entre les arrondissements de Bütow, de Lauenbourg-en-Poméranie)
- Arrondissement de Lauenbourg-en-Poméranie (à partir de 1846)
- Arrondissement de Neustettin (jusqu'en 1938)
- Arrondissement de la principauté (de) (jusqu'en 1872, divisé entre les arrondissements de Bublitz (de), de Colberg-Cörlin et de Köslin (de))
- Arrondissement de Regenwalde (de) (à partir de 1938)
- Arrondissement de Rummelsburg-en-Poméranie
- Arrondissement de Schivelbein (de) (jusqu'en 1932, intégré à l'arrondissement de Belgard-sur-la-Persante (de))
- Arrondissement de Schlawe-en-Poméranie (de)
- Arrondissement de Stolp

## Présidents du district

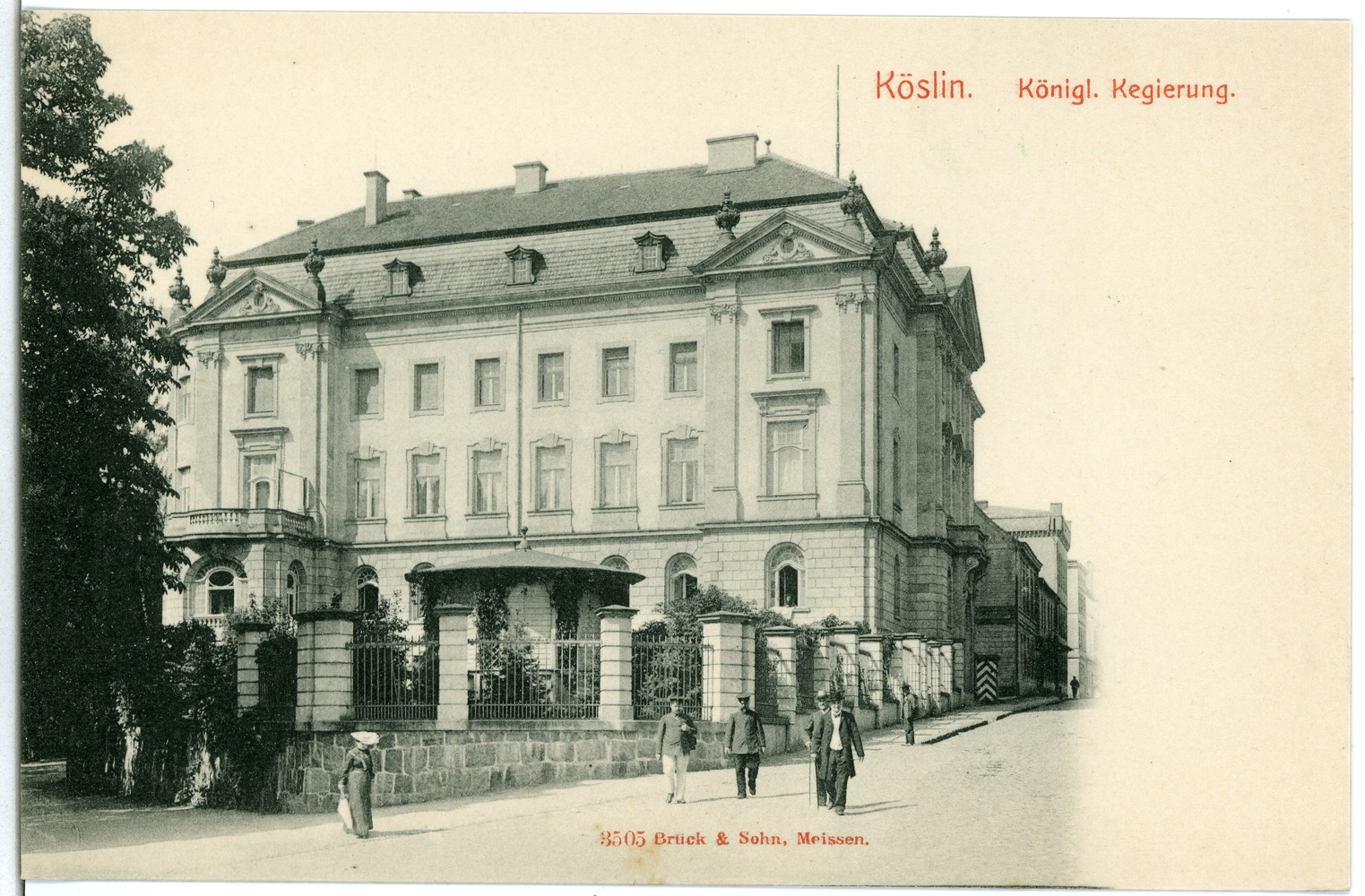
Bâtiment du gouvernement à Köslin (1903).

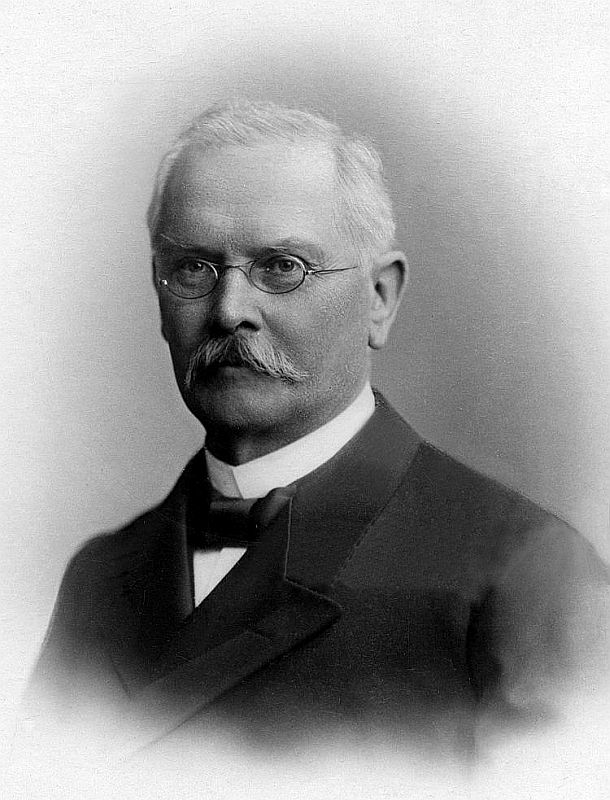
Otto Junghann, président du district de 1919 à 1925.

- 1818–1832 : Heinrich zu Dohna-Wundlacken
- 1832–1834 : Wilhelm von Bonin
- 1834–1852 : August Ludwig Leopold von Fritsche (de)
- 1852–1856 : Carl von Senden (de)
- 1856–1864 : Johann Gottlieb August Naumann (de)
- 1864–1866 : Hans Wilhelm von Kotze (de)
- 1867–1871 : Alexander von Götz und Schwanenflies (de)
- 1872–1874 : Ludwig von Kamptz
- 1874–1883 : Achatius von Auerswald
- 1883–1893 : Max Clairon d'Haussonville
- 1893–1898 : Eberhard von der Recke
- 1898–1903 : Viktor von Tepper-Laski
- 1903–1908 : Kurt Detloff von Schwerin (de)
- 1908–1911 : Paul Johannes von Funck (de)
- 1911–1915 : Bill Drews
- 1915–1919 : Heinrich von Zedlitz und Neukirch (de)
- 1919–1925 : Otto Junghann (de)
- 1925–1934 : Curt Cronau (de)
- 1934–1936 : Konrad Göppert (de)
- 1936–1938 : Albert Leister (de)
- 1938–1944 : Johannes Müller (de)
- 1944–1945 : Emil Popp